# Ольга, Манітоба
Ольга (англ. Olha) — українська спільнота у провінції Манітоба, Канада. Знаходиться у муніципалітеті Россберн. Спільнота складається з кількох будівель, серед яких церква, актова зала та загальний магазин Olha.
У районі Ольги присутня братська могила, де поховані останки 43 українських поселенців (трьох дорослих та 40 дітей). Поселенці загинули під час епідемії скарлатини незабаром після їх приїзду у 1899 році. На цьому місці поховання знаходяться кілька пам'ятників.
Також неподалік знаходиться дві реконструкції грязьових хат, побудовані переселенцями. Деякі з ранніх українських поселенців до цього району не встигли побудувати постійні оселі, приїхавши занадто близько до зими. Тим часом вони збудували в землі тимчасові земляні укриття. Українською житло такого типу інколи називають будою.